# Dana Ellis
Dana Ellis, född 7 december 1979, är en friidrottare från Kanada. Hon deltog vid olympiska sommarspelen 2004.